# Sergy (Ain)
Sergy es una comuna francesa del departamento de Ain, en la región de Auvernia-Ródano-Alpes. Pertenece a la comunidad de comunas del Pays de Gex.

## Demografía
| 271 | 297 | 605 | 946 | 1 201 | 1 247 | 1 420 | 2 028 |
| Para los censos de 1962 a 1999 la población legal corresponde a la población sin duplicidades (Fuente: INSEE [Consultar]) |     |     |     |       |       |       |       |